# 庫恩艾蘭鎮區 (密蘇里州巴特勒縣)
庫恩艾蘭鎮區（英語：Coon Island Township）是位於美國密蘇里州巴特勒縣的一個行政鎮區。

## 地方資料
庫恩艾蘭鎮區的面積為98.91平方千米，當中陸地面積為98.87平方千米，而水域面積為0.03平方千米。根據2020年美國人口普查的數據，當地共有人口150人，而人口密度為每平方千米1.52人。